# Levainville
Levainville is een gemeente in het Franse departement Eure-et-Loir (regio Centre-Val de Loire) en telt 324 inwoners (2004). De gemeente behoort tot het kanton Auneau van het arrondissement Chartres.

## Geografie
De oppervlakte van Levainville bedraagt 5,5 km², de bevolkingsdichtheid is 58,9 inwoners per km².
De onderstaande kaart toont de ligging van Levainville met de belangrijkste infrastructuur en aangrenzende gemeenten.

## Demografie
Onderstaande figuur toont het verloop van het inwonertal (bron: INSEE-tellingen).